# Kaliese Spencer
Kaliese Spencer (ur. 6 maja 1987) – jamajska lekkoatletka specjalizująca się w biegu na 400 metrów przez płotki. Okazjonalnie biega także płaskie 400 metrów. Brązowa medalistka igrzysk olimpijskich.

## Osiągnięcia
- 2 medale mistrzostw świata juniorów (Pekin 2006, bieg na 400 metrów przez płotki - złoto & sztafeta 4 × 400 metrów - brąz)
- 4. miejsce na mistrzostwach świata (bieg na 400 metrów przez płotki, Berlin 2009)
- 2. lokata podczas Światowego Finału IAAF (bieg na 400 metrów przez płotki, Saloniki 2009)
- zwyciężczyni łącznej punktacji Diamentowej Ligi 2010 w biegu na 400 metrów przez płotki[2]
- zwyciężczyni łącznej punktacji Diamentowej Ligi 2011 w biegu na 400 metrów przez płotki[3]
- brązowy medal igrzysk olimpijskich (bieg na 400 metrów przez płotki, Londyn 2012)[1]
- zwyciężczyni łącznej punktacji Diamentowej Ligi 2012 w biegu na 400 metrów przez płotki[4]
- dwa srebrne medale halowych mistrzostw świata (bieg na 400 metrów & sztafeta 4 × 400 metrów, Sopot 2014)
- złoto igrzysk Wspólnoty Narodów (bieg na 400 metrów przez płotki, Glasgow 2014)
- 1. miejsce podczas pucharu interkontynentalnego (bieg na 400 metrów przez płotki, Marrakesz 2014)

## Rekordy życiowe
- bieg na 400 metrów przez płotki – 52,79 (2011)
- bieg na 400 metrów – 50,19 (2013)
- bieg na 400 metrów (hala) – 51,54 (2014)

9 marca 2014 w Sopocie jamajska sztafeta 4 × 400 metrów ze Spencer w składzie ustanowiła halowy rekord kraju w tej konkurencji (3:26,84).